# Indicatif régional 718

Carte de l'État de New York (en bleu et rouge) avec les territoires de ses indicatifs régionaux. Le territoire de l'indicatif régional 718 est en rouge.

L'indicatif régional 718 est l'un des multiples indicatifs téléphoniques régionaux de l'État de New York aux États-Unis.
Cet indicatif dessert les sections suivantes de la ville de New York :
- les arrondissements de Brooklyn, Queens, Bronx et Staten Island
- ainsi que le quartier Marble Hill de l'arrondissement de Manhattan.

La carte ci-contre indique en rouge le territoire couvert par l'indicatif 718.
L'indicatif régional 718 fait partie du Plan de numérotation nord-américain.